# Кочнев, Юрий Леонидович
Юрий Леонидович Кочнев (род. 26 февраля 1942, Симферополь) — советский и российский дирижёр, народный артист РСФСР (1990), лауреат Государственной премии РФ (1995), Действительный член Российской Академии Искусств, лауреат Фонда им. И.  К. Архиповой (серебряная медаль), профессор, кандидат искусствоведения, художественный руководитель и главный дирижёр Саратовского театра оперы и балета.

## Биография
Окончил Ленинградскую консерваторию по трем специальностям: альт (1967), аспирантуру кафедры истории и теории музыки (1970), оперно-симфоническое дирижирование (1971); по окончании учёбы был принят по конкурсу дирижёром-стажером в Государственный академический Большой театр СССР; с 1972 года — главный дирижёр Татарского театра оперы и балета (Казань). Дипломант VI Всесоюзного конкурса дирижёров (1976).
С 1975 года является главным дирижёром, а с 1991 года художественным руководителем Саратовского академического театра оперы и балета, где осуществил более 50 постановок. Оперы: «Борис Годунов» и «Хованщина» М. Мусоргского, «Иван Сусанин» М. Глинки, «Махагони» К. Вайля (впервые в России), «Крутнява» Э. Сухоня, «Дон Жуан» и «Волшебная флейта» В. Моцарта, «Лоэнгрин», «Тангейзер» и «Риенци, последний трибун» Р. Вагнера, «Леди Макбет Мценского уезда» Д. Шостаковича (I редакция), «Риголетто» и «Бал-маскарад» Дж. Верди, «Вольный стрелок» К. Вебера, «Повесть о настоящем человеке» С. Прокофьева, «Тоска» Дж. Пуччини, «Евгений Онегин» П. Чайковского, «Орестея» С. Танеева, «Маргарита» В. Кобекина (мировая премьера) и другие. Балеты: «Раймонда» А. Глазунова, «Сон в летнюю ночь» Ф. Мендельсона, «Стальной скок» С. Прокофьева, «Вешние воды» В. Кобекина (мировая премьера) и другие.
Как оперный дирижёр выступал в Большом, Мариинском и других театрах страны, как постановщик оперных спектаклей — в Большом театре Белоруссии («Тоска», 1991), в Большом театре России («Фауст», 1992). Дирижирует концертными программами ведущих симфонических оркестров Москвы, Санкт-Петербурга. В 1994 году провел гастроли саратовского театра в крупнейших городах Южной Кореи; в 1996 году — в Мюнхене (Германия) на театральном фестивале «Русские сезоны». В сезонах 2002—2004 гг., продолжая работать в саратовском театре, являлся главным дирижером Академического симфонического оркестра филармонии на Кавказских Минеральных водах (Кисловодск); 2004—2006 гг. работал в качестве главного дирижера с симфоническим оркестром Москвы («Русская филармония»).
С 1986 года — организатор ежегодного Собиновского музыкального фестиваля, с 1999 года — председатель жюри Конкурса конкурсов, проводимого в рамках этого фестиваля. Подготовил и провел уникальные концертные программы, в которых прозвучали редко или впервые исполняющиеся в России произведения: шедевры симфонической, ораториальной классики — такие как «Реквием» Г. Берлиоза, «Реквием» А. Дворжака, Третья и Четвертая симфонии Малера, Третья симфония Брукнера, оратория «Сотворение мира» Й. Гайдна, «Большая Месса» В. Моцарта, «Военный реквием» Б. Бриттена, оратория «Христос на Масличной горе» Л. Бетховена, хоровая симфония № 5 Ф. Гласса, симфоническое евангелие «Совершишася» А. Караманова и др. Собиновский фестиваль назван лучшим музыкальным фестивалем 1999, 2001, 2002 и 2007 годов в России по итогам опроса музыкальной общественности, проведенным газетой «Музыкальное обозрение», а сам маэстро Юрий Кочнев тем же изданием назван «Дирижером года» (2003 г.).
Разработал и организовал проекты «Оперные театры России на саратовской сцене» (сезоны 1999—2001, 2002—2003), «Парад дирижёров России на Саратовской сцене» (сезон 2006—2007). В 2002 году акция «Оперные театры России на саратовской сцене» была удостоена гранта президента России.
В 2006 году — председатель комиссии СТД России по музыкальным театрам.
В 1999, 2000 и 2007 годах — председатель жюри, а в 2004 и 2009 годах — член жюри Национального театрального фестиваля «Золотая маска» в номинации «Музыкальный театр». Дирижировал заключительные туры конкурса им. П. Чайковского (Москва-2002).

## Семья
Женат на солистке Саратовского академического театра оперы и балета,  заслуженной артистке России Ольге Юрьевой (Кочневой)

## Награды и премии
- 1978 год — звание «заслуженный артист РСФСР»
- 1990 год — звание «народный артист РСФСР»
- 1995 год — лауреат Государственной премии РФ
- 1998 год — награждён специальной премией жюри «Золотая маска» Национального театрального фестиваля «За мастерскую и вдохновенную интерпретацию» оперы «Леди Макбет Мценского уезда» Д. Шостаковича
- 2004 год — удостоен ордена Дружбы
- 2006 год — получил приз «Золотой Арлекин» на областном театральном фестивале в Саратове
- 2013 год — удостоен почётной грамоты Президента Российской Федерации
- 2016 год — звание лауреата премии «Золотая маска» в номинации «Лучшая работа дирижёра» за первую постановку балета «Стальной скок» Сергея Прокофьева в России в хореографии Кирилла Симонова[1]